# غاريك ديفيس
غاريك ديفيس (بالإنجليزية: Garrick Davis)‏ هو شاعر أمريكي، ولد في 1971 في لوس أنجلوس في الولايات المتحدة.